# Цветков, Сергей Валентинович
Сергей Валентинович Цветков (6 августа 1964, Березники, Пермская область, РСФСР — 7 июня 2015, Нижний Новгород, Российская Федерация) — советский и российский артист балета, актёр Нижегородского театра оперы и балета (1982—2002), заслуженный артист Российской Федерации (1994).

## Биография
В 1982 г. окончил Пермское хореографическое училище (класс В. Н. Толстухина).
Выступал на сцене Горьковского (Нижегородского) театра оперы и балета (1982—2002). Прощальным спектаклем в 2002 году стало «Лебединое озеро», где он выступил со своей постоянной партнёршей Заслуженной артисткой России Еленой Лебедевой.
Окончил заочно балетмейстерский факультет ГИТИСа по специальностям «балетмейстер-постановщик» и «педагог-репетитор». Преподавал на хореографическом отделении Нижегородского театрального училища; руководил хореографическим коллективом Нижегородского государственного университета. Работал хореографом в художественной гимнастике, занимался хореографией с командой по синхронному плаванию, был балетмейстером-постановщиком в Саранском музыкальном театре.
Скончался 7 июня 2015 года. Похоронен на Федяковском кладбище Нижнего Новгорода.

## Театральные работы
- Алладин — «Тысяча и одна ночь», Ф.Амиров;
- Летчик — «Маленький принц», Е.Глебов;
- Зигфрид — «Лебединое озерое»;
- Клавдио — «Любовью за любовь», Т.Хренников;
- Принц — «Щелкунчик», П. И. Чайковский;
- Ромео и Парис — «Ромео и Джульетта», П. И. Чайковский;
- Данила — «Каменный цветок», С. В. Прокофьев;
- Владимир — «Дубровский», В.Кикта;
- Альберт — «Жизель», Адан;
- Базиль — «Дон Кихот»;
- Красс и Гармодий — «Спартак»;
- Вацлав — «Бахчисарайский фонтан»;
- Король — «Золушка».